# Blanca Quiñonez
Mina Blanca Francheska Quiñonez (Milagro, 3 agosto 2006) è una cestista ecuadoriana.

## Carriera

### Club
Nata a Milagro, in Ecuador, Quiñonez inizia a giocare a pallacanestro all'età di cinque anni, partecipando a un corso estivo nella sua città natale. All'età di 13 anni, viene ingaggiata dalla Magnolia Basket Campobasso, squadra della Serie A1 femminile, su segnalazione della cestista Érica Sánchez, ex giocatrice del club.
Fa quindi il suo debutto assoluto in prima squadra e in Serie A1 il 6 dicembre 2020, a 14 anni, nella sconfitta interna in campionato per 49-70 contro il San Martino di Lupari; nell'occasione, segna quattro punti e prende sei rimbalzi in 25 minuti sul campo da gioco.
Il 25 settembre 2021, debutta in EuroCup Women nell'incontro della fase di classificazione con l'Ensino Lugo C.B.; nell'occasione, segna 17 punti e quattro rimbalzi, risultando decisiva ai fini della vittoria per 65-64 della sua squadra.
Nel 2023, contribuisce alla vittoria del campionato italiano Under 17 da parte della formazione della Magnolia, venendo eletta miglior giocatrice e segnando 29 punti nella finalissima a Pordenone contro la Reyer Venezia; l'anno seguente, vince il campionato nazionale Under 19 a Battipaglia, venendo eletta ancora una volta miglior giocatrice del torneo.
Nelle stagioni 2023-2024 e 2024-2025, contribuisce alle due qualificazioni consecutive ai play-off nazionali di Serie A1 da parte della squadra molisana.

### Carriera universitaria
L'11 febbraio 2025, viene annunciato l'ingaggio di Quiñonez da parte delle UConn Huskies, squadra dell'Università del Connecticut militante in NCAA Division I, a partire dalla stagione 2025-2026. La giocatrice aveva già incontrato la squadra e l'allenatore Geno Auriemma nell'aprile del 2024, dopo aver partecipato allo stage Basketball Without Borders, organizzato in occasione dell'All-Star Game della WNBA a Phoenix.

### Nazionale
Nel 2018, all'età di 11 anni, Quiñonez partecipa con la nazionale under-15 ecuadoriana ai Campionati Sudamericani FIBA Under-15 in Cile, conquistando il secondo posto finale. L'anno seguente, prende parte ai Campionati Americani FIBA Under 16, sempre in Cile, dove la sua Nazionale conclude al quinto posto.
Nell'agosto del 2022, ha debuttato con la nazionale maggiore ecuadoriana, venendo inclusa nella rosa partecipante al campionato sudamericano femminile a San Luis, in Argentina.

## Statistiche

### Presenze e punti nei club
Statistiche aggiornate al 19 aprile 2025.
| Stagione        | Squadra                         | Competizione | Partite | Partite | Partite | Statistiche tiro | Statistiche tiro | Statistiche tiro | Altre statistiche | Altre statistiche | Altre statistiche | Altre statistiche | Altre statistiche |
| Stagione        | Squadra                         | Competizione | Pres.   | Titol.  | Minuti  | Tiri da 2        | Tiri da 3        | Liberi           | Rimb.             | Assist            | Rubate            | Stopp.            | Punti             |
| --------------- | ------------------------------- | ------------ | ------- | ------- | ------- | ---------------- | ---------------- | ---------------- | ----------------- | ----------------- | ----------------- | ----------------- | ----------------- |
| 2020-2021       | La Molisana Magnolia Campobasso | Serie A1     | 18      |         |         | 25/68            | 2/16             | 12/16            | 29                | 18                | 18                | 1                 | 68                |
| 2021-2022       | La Molisana Magnolia Campobasso | Serie A1     | 27      |         |         | 67/136           | 11/44            | 24/33            | 78                | 24                | 33                | 5                 | 191               |
| 2022-2023       | La Molisana Magnolia Campobasso | Serie A1     | 24      |         |         | 66/140           | 18/57            | 43/63            | 57                | 29                | 35                | 9                 | 229               |
| 2023-2024       | La Molisana Magnolia Campobasso | Serie A1     | 29      |         |         | 84/194           | 28/96            | 50/69            | 91                | 60                | 60                | 19                | 302               |
| 2024-2025       | La Molisana Magnolia Campobasso | Serie A1     | 23      |         |         | 68/134           | 19/71            | 51/72            | 78                | 40                | 50                | 16                | 244               |
| Totale carriera |                                 |              |         |         |         |                  |                  |                  |                   |                   |                   |                   |                   |